# 오가키번
오가키 번(일본어: 大垣藩 오오가키한[*])은 일본 에도 시대 미노국 오가키 주변을 지배했던 번으로, 지금의 기후현 오가키시에 위치했다. 번청은 오가키성이다.

## 역대 번주
이시카와 가문
1. 이시카와 야스미치(石川康通) 재위 1600년 ~ 1607년
2. 이시카와 이에나리(石川家成) 재위 1607년 ~ 1609년
3. 이시카와 다다후사(石川忠総) 재위 1609년 ~ 1616년

히사마쓰 마쓰다이라 가문(야스모토 계통)
1. 마쓰다이라 다다요시(松平忠良) 재위 1616년 ~ 1624년
2. 마쓰다이라 노리나가(松平憲良) 재위 1624년

오카베 가문
1. 오카베 나가모리(岡部長盛) 재위 1624년 ~ 1632년
2. 오카베 노부카쓰(岡部宣勝) 재위 1632년 ~ 1633년

히사마쓰 마쓰다이라 가문(사다카쓰 계통)
1. 마쓰다이라 사다쓰나(松平定綱) 재위 1633년 ~ 1635년

다메 도다 가문
1. 도다 우지카네(戸田氏鉄) 재위 1635년 ~ 1651년
2. 도다 우지노부(戸田氏信) 재위 1651년 ~ 1671년
3. 도다 우지아키(戸田氏西) 재위 1671년 ~ 1684년
4. 도다 우지사다(戸田氏定) 재위 1684년 ~ 1723년
5. 도다 우지나가(戸田氏長) 재위 1723년 ~ 1735년
6. 도다 우지히데(戸田氏英) 재위 1735년 ~ 1768년
7. 도다 우지노리(戸田氏教) 재위 1768년 ~ 1806년
8. 도다 우지쓰네(戸田氏庸) 재위 1806년 ~ 1841년
9. 도다 우지마사(戸田氏正) 재위 1841년 ~ 1858년
10. 도다 우지아키라(戸田氏彬) 재위 1858년 ~ 1865년
11. 도다 우지타카(戸田氏共) 재위 1865년 ~ 1871년

## 지번
- 오가키 신덴 번
- 노무라번